# Kaiser-Karls-Turm (Bad Driburg)
Der Kaiser-Karls-Turm ist ein 1903 bis 1904 errichteter und 18 m hoher Aussichtsturm im Eggegebirge bei Bad Driburg im nordrhein-westfälischen Kreis Höxter.
Der Aussichtsturm, der nach dem Frankenkönig und Kaiser Karl dem Großen benannt wurde, ist zusammen mit der dortigen Iburg und dem Ausflugslokal Sachsenklause ein beliebtes Ausflugsziel.

## Geographische Lage
Die Kaiser-Karls-Turm steht im Mittelteil des Eggegebirges innerhalb des Naturparks Teutoburger Wald / Eggegebirge. Er befindet sich nahe einer 365,2 m ü. NHN hohen Stelle nordöstlich vom Gipfel des Berges Iburg (Iberg; 381,2 m), der als bewaldeter und schmaler Bergsporn ins östlich angrenzende Tal von Bad Driburg ragt. Dessen Innenstadt liegt 1 km (Luftlinie) nordöstlich des Turms, und 1,5 km westsüdwestlich befindet sich mit der Hausheide (441,4 m) eine der höchsten Erhebungen des Eggegebirges.
Unmittelbar nordöstlich des Aussichtsturms steht das 1925 eröffnete Ausflugslokal Sachsenklause, und südwestlich benachbart ist die Ruine der vor 799 während der Sachsenkriege Karls des Großen errichteten Iburg (381,2 m).
Für die Verkehrsanbindung des Turms siehe Abschnitt Verkehr und Wandern des Artikels Iburg (Bad Driburg)

## Geschichte, Beschreibung und Aussicht

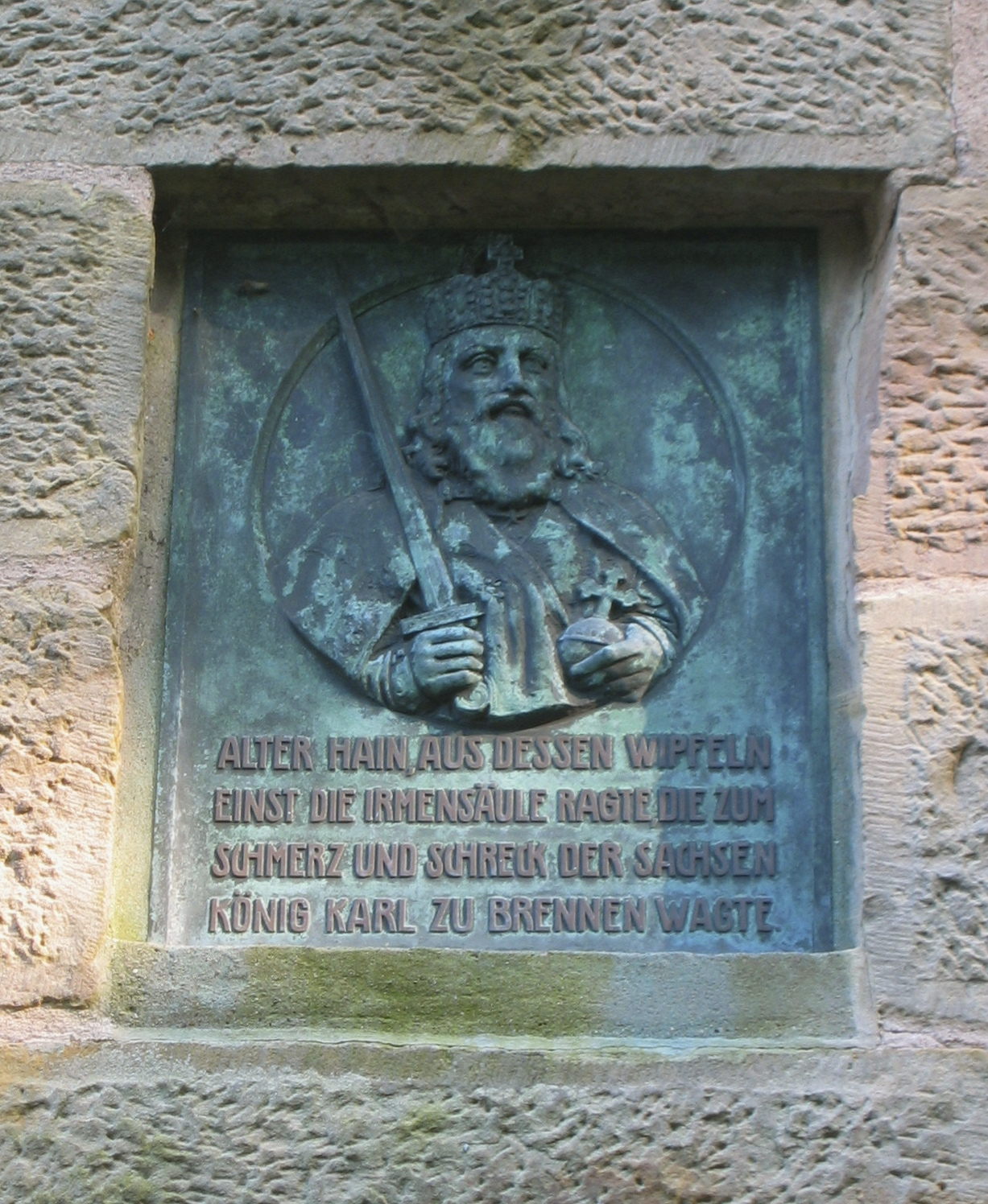
Bronzetafel über dem Turmeingang

Der Grundstein für den 18 m hohen Turm mit Mauerwerk aus Sandstein wurde am 9. August 1903 gelegt. Am 5. und 6. Juni 1904 wurde er eingeweiht. Über dem Turmeingang ist in das Sandsteinmauerwerk eine Bronzetafel mit einem Zitat aus Friedrich Wilhelm Webers Epos Dreizehnlinden (1878) eingelassen: „Alter Hain, aus dessen Wipfeln einst die Irmensäule ragte, die zum Schmerz und Schreck der Sachsen König Karl zu brennen wagte.“
Die Aussichtsplattform des Turms ist über 80 Stufen erreichbar. Von dort fällt der Blick auf Bad Driburg sowie unter anderem zum 41 km ostnordöstlich liegenden Solling (max. 527,8 m) und in das Lipper Bergland mit dem 26 km nordöstlich gelegenen Köterberg (495,8 m). Der Turm ist aus östlicher Richtung von Weitem sichtbar.